# Dschawacheti-Nationalpark
Der Dschawacheti-Nationalpark (georgisch ჯავახეთის ეროვნული პარკი, Dschawachetis erownuli parki; englische Transkription Javakheti) ist ein Nationalpark in der georgischen Region Samzche-Dschawachetien.

## Lage
Der 14.200 Hektar große Park umfasst ein Gebiet auf dem Territorium der Munizipalitäten Achalkalaki und Ninozminda. Er erstreckt sich am Südrand des Achalkalaki-Plateaus beziehungsweise des Dschawacheti-Hochlands vom Karzachi-See, dessen gesamten Uferbereich auf der georgischen Seite er einschließt, entlang der Staatsgrenze zur Türkei und Armenien bis etwas östlich des Dreiländerecks, wo sich der mit 2980 m über dem Meeresspiegel höchste Punkt des Parks befindet.
Dem Park angeschlossen sind fünf kleinere Schutzgebiete (georgisch აღკვეთილი, aghkwetili) bei den Ortschaften Karzachi und Sulda in der Munizipalität Achalkalaki sowie um die Seen  
Bughdascheni, Chantschali und Madatapa in der Munizipalität Ninozminda.

## Beschreibung
Der Dschawacheti-Nationalpark wurde 2011 ausgewiesen. Er ist Teil eines länderübergreifenden Schutzgebiets: In Armenien schließt sich der Arpisee-Nationalpark an. Charakteristisch für den Nationalpark sind baumfreie Steppen und subalpines Grasland sowie Seen und Feuchtgebiete. Dort überwintern zum Beispiel Zugvögel. Das Besucher- und Verwaltungsgebäude des Dschawacheti-Nationalparks in Achalkalaki wurde mit Unterstützung des WWF und der KfW-Bank errichtet beziehungsweise finanziert.